# Classe Musicisti
La Classe Musicisti era una serie di sei motonavi miste merci-passeggeri costruite tra il 1928 ed il 1929 dal cantiere Navale Triestino per conto della Società Adria di Fiume. Confluite nel 1937 nella flotta della Tirrenia di Navigazione, tutte le unità della classe furono affondate durante il secondo conflitto mondiale; due di esse furono in seguito recuperate e rimesse in esercizio, continuando a prestare servizio per la compagnia statale fino al 1972.

## Caratteristiche
La classe era composta da unità miste merci-passeggeri di modeste dimensioni, con una stazza lorda di 2 400 tonnellate e circa 2 900 tonnellate di portata lorda. Erano dotate di quattro stive per il carico, con un volume complessivo di 3 858 metri cubi, e potevano trasportare 68 passeggeri, per i quali erano presenti a bordo 18 cabine con un totale di 28 posti letto. Le navi erano spinte da un motore due tempi Diesel FIAT, della potenza di 1 350 cavalli vapore, che permetteva di raggiungere una velocità di servizio di 11 nodi. 
Le unità recuperate dopo la seconda guerra mondiale furono ripristinate mantenendo largamente le stesse caratteristiche originarie.
Nonostante la limitatezza delle sistemazioni per i passeggeri, le navi ebbero buon successo con una clientela turistica prevalentemente nordeuropea, sia per via del servizio a bordo, che per la possibilità di compiere visite nei porti del Mediterraneo in cui le navi facevano scalo durante le operazioni di carico e scarico delle merci.

## Servizio

### Contesto ed entrata in servizio (1927 - 1940)
A partire dal 31 dicembre 1923 la Società Adria di Fiume ottenne in gestione dallo Stato italiano le linee miste passeggeri e merci per il Nord Europa, del Periplo italico e per Francia e Spagna. La compagnia inizialmente impiegò delle vecchie unità di costruzione prevalentemente nordeuropea, ma nel 1927 ordinò al Cantiere Navale Triestino la costruzione di sei nuove navi miste merci-passeggeri da destinare alla linea del Periplo italico e ai collegamenti con Francia e Spagna. La linea, con partenze settimanali da Fiume, aveva scali a Trieste, Venezia, Ancona, Bari, Catania, Malta, Messina, Palermo, Napoli, Livorno, Genova, Imperia, Marsiglia, Barcellona e Valencia, con una durata complessiva di ciascun viaggio di 36 giorni. La prima unità della classe fu la Puccini, consegnata il 28 agosto 1928; seguirono Rossini, Verdi, Paganini, Donizetti e Catalani, quest'ultima entrata in servizio il 29 gennaio 1929.
Nel 1937 le navi confluirono, insieme al resto della flotta della Adria, nella neocostituita Tirrenia di Navigazione, continuando a prestare servizio sulla stessa linea.

### Seconda guerra mondiale (1940 - 1945)
All'entrata in guerra dell'Italia, le sei unità vennero requisite dalla Regia Marina, venendo impiegate nei convogli per il trasporto di truppe e merci per il Nord Africa e i Balcani. 
Il 28 giugno a bordo della Paganini, in navigazione da Brindisi a Durazzo con a bordo diverse centinaia di militari, si sviluppò un incendio, per cause mai del tutto chiarite; poche ore dopo si verificò una forte esplosione e la Paganini naufragò. L'incidente causò oltre 200 dispersi. Il comandante della Paganini, Marcello Bulli, fu arrestato e sospeso dal servizio, venendo pienamente riabilitato solo dopo aver trovato la morte nell'affondamento della gemella Puccini.
Nella notte tra l'11 e il 12 novembre 1940 la Catalani, in navigazione tra Valona e Brindisi, fu attaccata da navi nemiche e affondò, causando la morte di due membri dell'equipaggio. 
Nella notte del 2 dicembre 1942 la Puccini, in navigazione da Palermo a Biserta in un convoglio che comprendeva anche il piroscafo Aventino e due cacciatorpediniere, fu attaccata da unità britanniche. La Puccini fu colpita a cannonate dal sommergibile HMS Seraph e immobilizzata; venne quindi affondata nel pomeriggio seguente dalle unità di scorta del convoglio. L'evento costò la vita a centinaia di militari e a 27 dei 33 uomini dell'equipaggio.
La Verdi fu affondata in porto a Civitavecchia il 14 maggio 1943; recuperata e rimorchiata a Genova per le riparazioni, fu qui nuovamente affondata durante un attacco aereo il 28 maggio dell'anno seguente.
La Rossini, impiegata nei convogli per il Nord Africa, fu danneggiata da un bombardamento aereo a Livorno il 28 maggio 1943. Autoaffondata una prima volta nel porto di Savona il 9 settembre 1943, fu recuperata dai tedeschi e da questi nuovamente autoaffondata a Savona il 15 febbraio dell'anno seguente.
Il 22 settembre 1943 la Donizetti, catturata dai tedeschi all'indomani dell'armistizio firmato dall'Italia, fu colpita dal cacciatorpediniere britannico Eclipse mentre stava trasportando 1584 prigionieri italiani, destinati ad essere internati in Germania. La Donizetti affondò rapidamente, senza lasciare sopravvissuti; il relitto della nave non fu mai ritrovato.

### Dopoguerra (1945 - 1972)
Nell'immediato dopoguerra, l'impellente necessità di ripristinare i collegamenti marittimi interrotti durante la guerra spinse la Tirrenia a tentare il recupero di alcune unità affondate durante il conflitto. Fra queste vi fu la Rossini, che fu riportata in galleggiamento tra febbraio e marzo 1946 e riconsegnata alla Tirrenia, dopo lavori di ripristino effettuati a Genova, il 28 agosto 1947. Ribattezzata Città di Messina, la nave entrò in servizio a settembre sulla linea Napoli - Catania - Siracusa - Malta - Tripoli, riaprendo i collegamenti con la Libia. Nel frattempo, fu recuperata anche la Verdi, che fu riconsegnata alla Tirrenia, con il nome di Celio, il 27 dicembre 1947.
Nel 1948 la Città di Messina fu spostata sulla linea Napoli - Cagliari, venendo sostituita sulla rotta per la Libia proprio dalla gemella Celio. Nel 1949 la Celio fu a sua volta rimpiazzata dal piroscafo Argentina, passando alla linea Civitavecchia - Olbia.
A partire dal 15 gennaio 1953 Celio e Città di Messina furono riportate sulla linea alla quale erano state destinate in origine, comprendente scali in Adriatico, Tirreno, Francia e Spagna. Vi rimasero per quasi due decenni; nel 1972, in seguito alla riorganizzazione dei servizi espletati dalla Tirrenia, furono entrambe poste in disarmo e in seguito vendute per la demolizione.